# Gruppo Galero-Armetta
Il Gruppo Galero-Armetta è un massiccio montuoso delle Prealpi Liguri, delle quali rappresenta la parte più elevata. Si trova in Liguria ed in misura minore in Piemonte. Prende il nome dai monti Galero e Armetta, che ne sono le montagne più alte.

## Caratteristiche

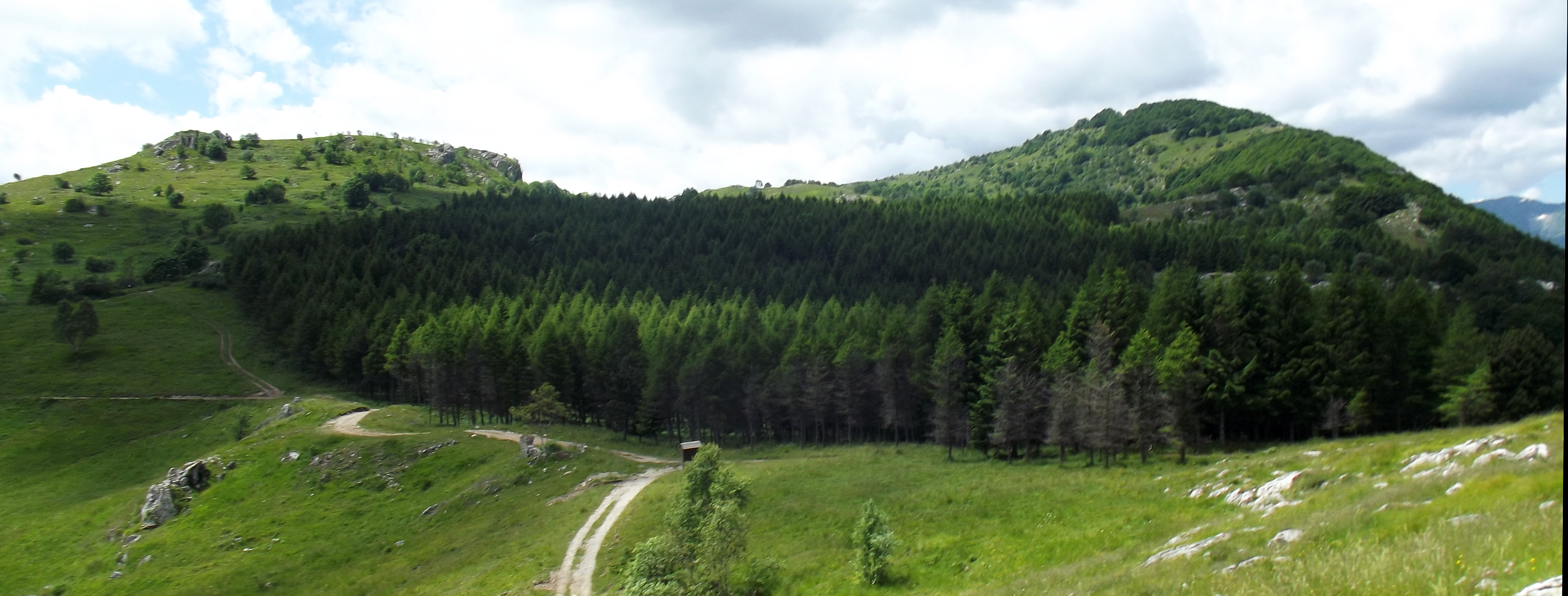
Pascoli e boschi di conifere nei pressi del monte Armetta

Il gruppo si sviluppa nella sua parte più elevata a cavallo dello spartiacque tra l'Alta Val Tanaro e le valli tributarie del Mar Ligure. 
Ha forma grossomodo triangolare. I suoi confini sono rappresentati a nord-ovest dal Colle di Nava, che lo divide dalle Alpi del Marguareis, dal corso del fiume Tanaro e dal Colle San Bernardo, che lo separa da un altro gruppo delle Prealpi Liguri, quello del Monte Carmo. Il confine nord-orientale è costituito dai torrenti Pennavaira e Neva, quello meridionale dalla Valle Arroscia. A differenza degli altri due gruppi delle Prealpi Liguri il Gruppo Galero-Armetta non raggiunge il mare, e il punto più vicino alla costa è la confluenza tra l'Arroscia e il Neva, nei pressi della città di Albenga.
Mentre nella parte nord-occidentale del gruppo alpino l'ambiente è tipicamente montano la sua la zona sud-orientale, a quota più bassa, è caratterizzata invece da un clima mediterraneo.

## Classificazione
La SOIUSA definisce il gruppo Galero-Armetta come un gruppo alpino e vi attribuisce la seguente classificazione:
- Grande parte = Alpi Occidentali
- Grande settore = Alpi Sud-occidentali
- Sezione = Alpi Liguri
- Sottosezione = Prealpi Liguri
- Supergruppo = Catena Settepani-Carmo-Armetta
- Gruppo = Gruppo Galero-Armetta
- Codice =  I/A-1.I-A.3

## Suddivisione
Il gruppo è a sua volta diviso in tre sottogruppi:
- Costiera Galero-Armetta o Gruppo del Monte Galero e del Monte Armetta in senso stretto (a),
- Dorsale del Pizzo Castellino o Displuvio Neva - Pennavaira (b),
- Dorsale della Rocca delle Penne o Displuvio Pennavaira - Arroscia (c).

Il Passo delle Caranche divide la Costiera Galero-Armetta dalla Dorsale del Pizzo Castellino, mentre il Colle di Caprauna separa la Costiera Galero-Armetta dalla Dorsale della Rocca delle Penne.

## Montagne principali

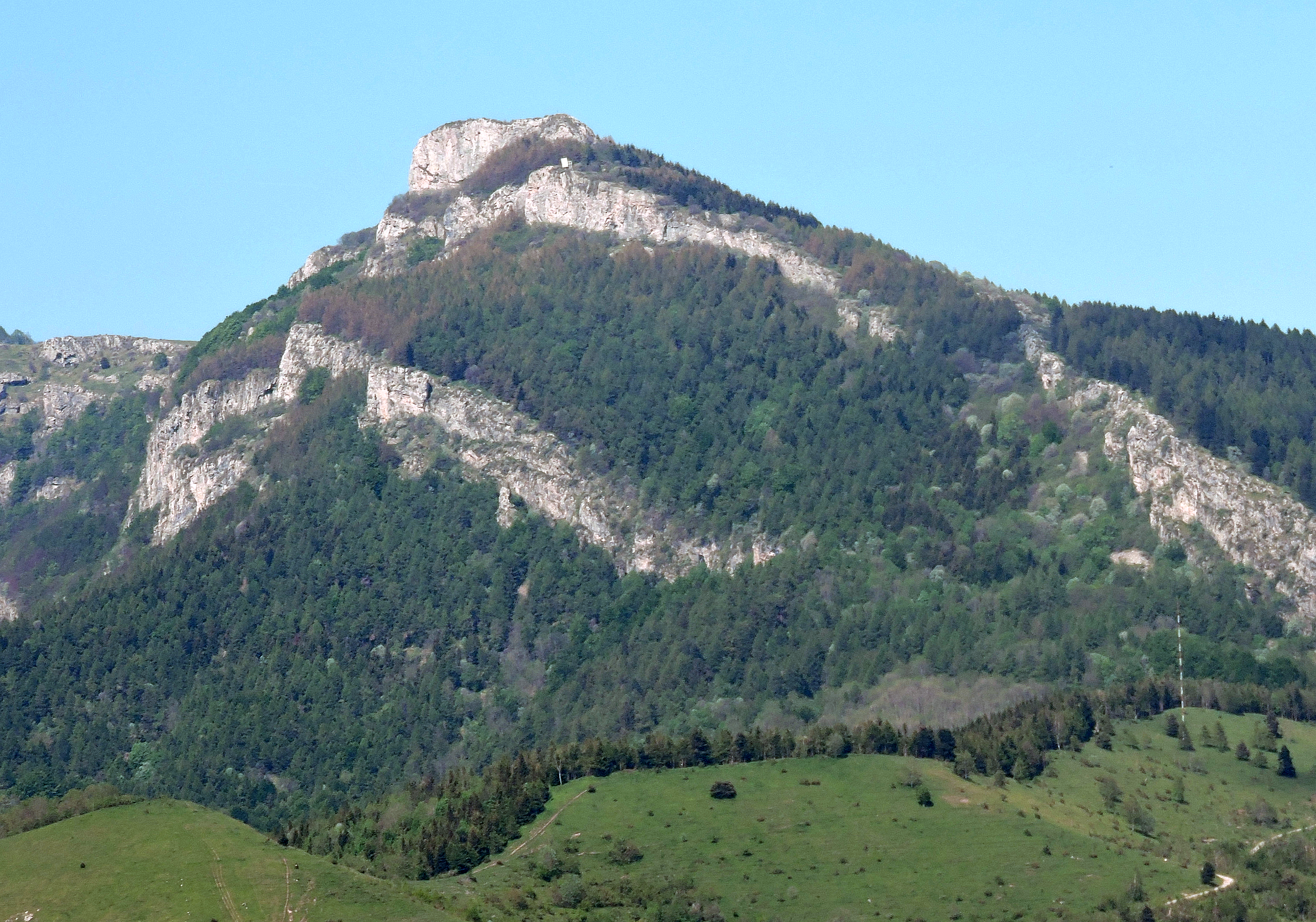
Il Monte della Guardia

- Monte Armetta (1739 m),
- Monte Galero (1708 m),
- Monte della Guardia (1658 m),
- Monte Dubasso (1538 m),
- Rocca delle Penne (1501 m),
- Bric della Penna (1375 m),
- Rocca Ferraira (1301 m),
- Monte Pennino (1270 m),
- Monte Pietra Ardena (1103 m),
- Monte Peso Grande (1092 m),
- Monte Alpe (1056 m).

## Valichi principali

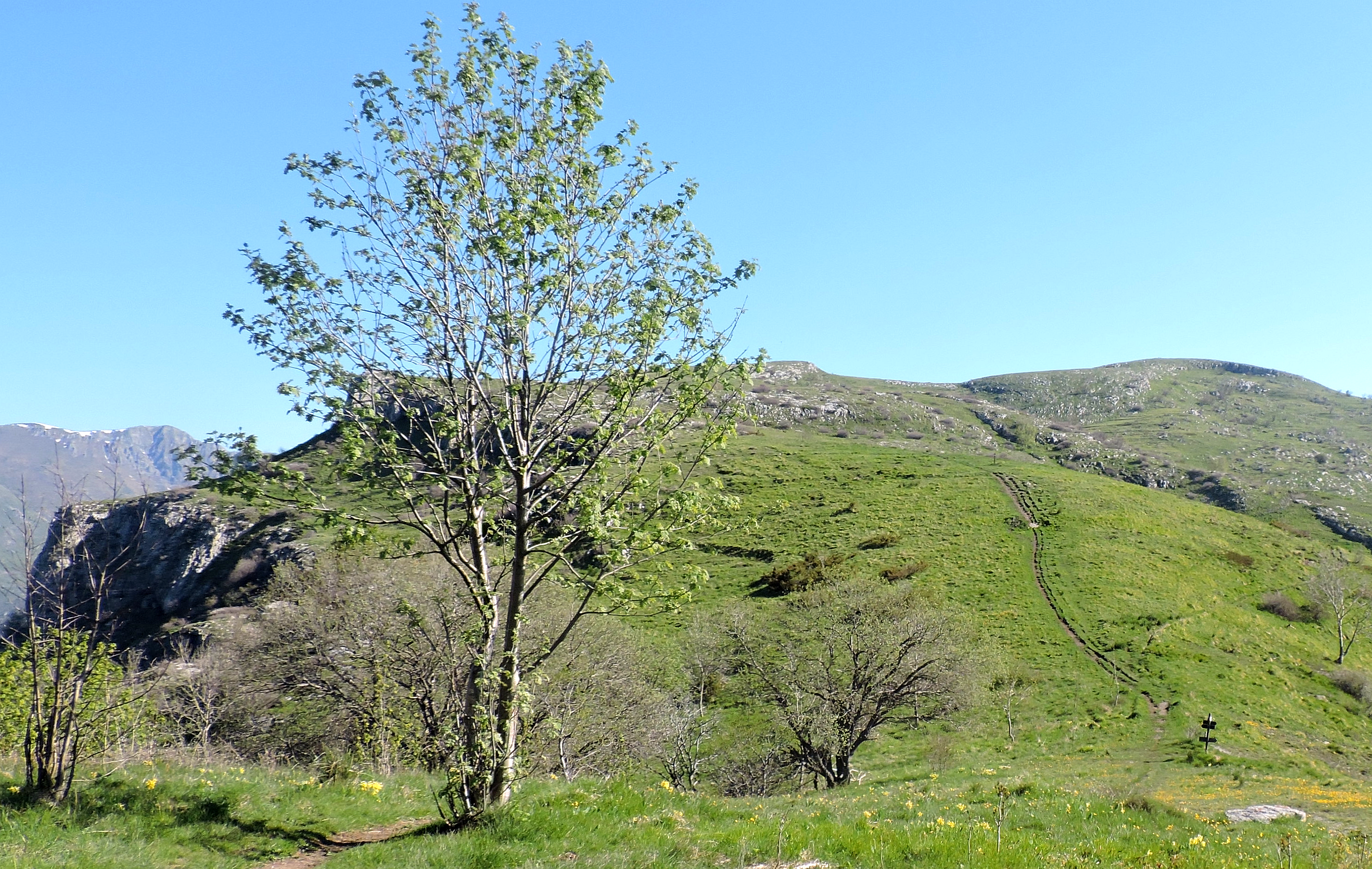
La Colla Bassa

I principali valichi appartenenti al Gruppo Galero-Armetta sono:
- Colle di Nava (934 m),
- Colle San Bernardo (957 m),
- Bocchino delle Meraviglie (1191 m),
- Colle di Caprauna (1394 m),
- Colle San Bartolomeo di Ormea (1446 m),
- Colla Bassa (Prealpi liguri) (1570 m).

## Protezione della natura

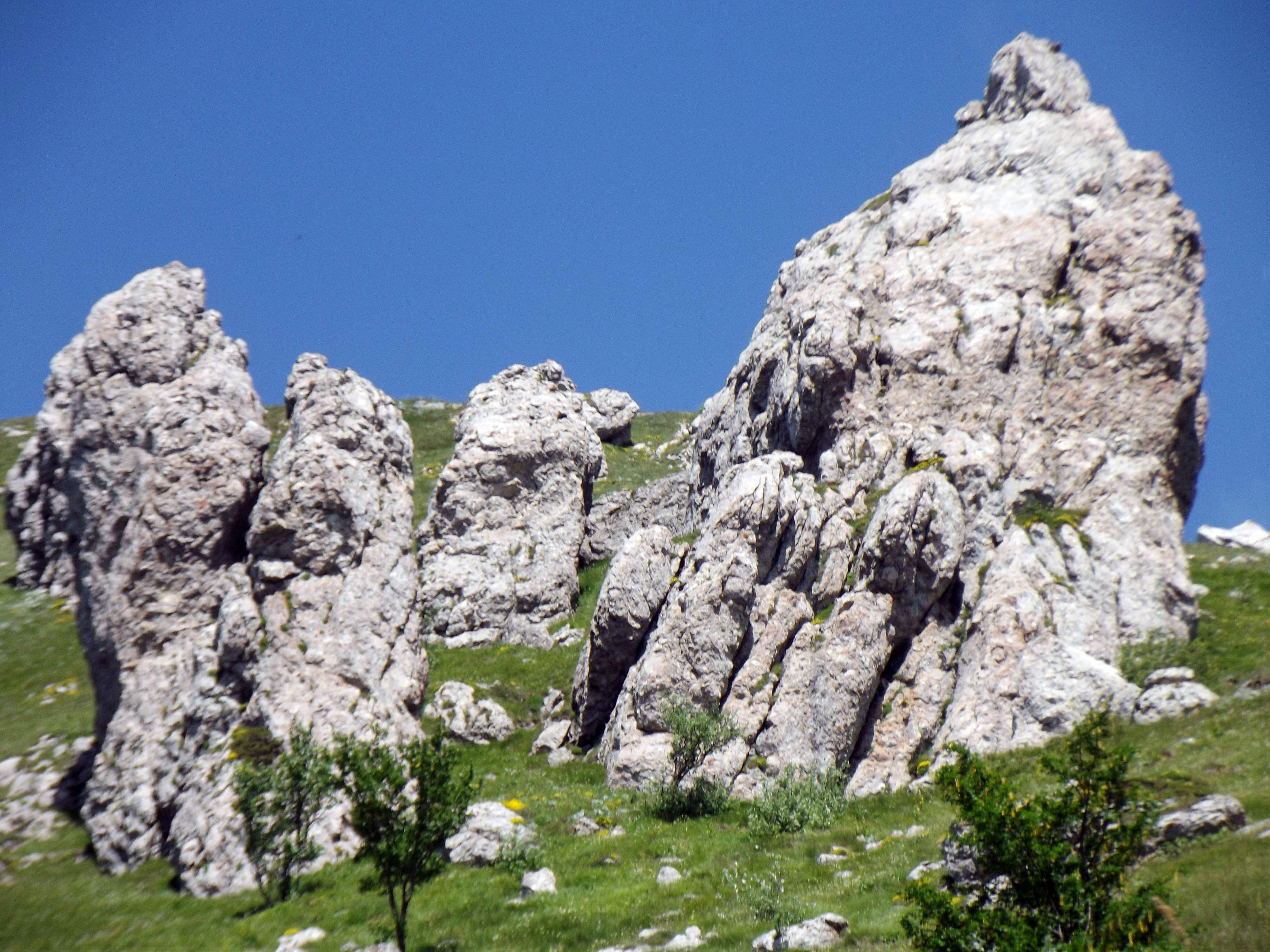
Guglie rocciose presso il Monte Galero

Alcuni SIC sono presenti nella zona ligure del gruppo:
- Monte Galero,
- Castell'Ermo - Peso Grande,
- Lerrone - Valloni,
- Torrente Arroscia e Centa.

### Cartografia
- Cartografia ufficiale italiana dell'Istituto Geografico Militare (IGM) in scala 1:25.000 e 1:100.000, consultabile on line
- Provincia di Savona - Carta turistica ed escursionistica scala 1:50.000
- Carta tecnica regionale su Limiti Amministrativi (Comunali, Provinciali, Regionali) sc. 1:25000, su geoportale.regione.liguria.it, Regione Liguria, 2011.